# Carlota de Hanau-Lichtenberg
Carlota de Hanau-Lichtenberg (en alemany Charlotte, Gräfin von Hanau-Lichtenberg) va néixer a Bouxwiller (Alsàcia) el 2 de maig de 1700 i va morir a Darmstadt l'1 de juliol de 1726. Era l'única filla supervivent dels darrers comtes de Hanau, Joan Reinhard III de Hanau-Lichtenberg (1665-1736) i Dorotea Frederica de Brandenburg-Ansbach (1676-1731).

## Matrimoni i fills
Per tal d'assegurar-se el manteniment del comtat de Hanau, es va proposar concertar el matrimoni de Carlota amb el príncep hereu de Hessen-Kassel, Guillem VIII, però diferències religioses ho van impedir, ja que Carlota era luterana i Guillem calvinista. Finalment, el 5 d'abril de 1717 Carlota es va casar amb Lluís VIII de Hessen-Darmstadt (1691-1768), fill d'Ernest Lluís de Hessen-Darmstadt (1667-1739) i de Dorotea Carlota de Brandenburg-Ansbach (1661-1705). Amb el contracte de casament de Carlota amb Lluís VIII de Hessen-Darmstadt s'establia que l'herència del comtat de Hanau passaria a sumar-se al patrimoni de Hessen-Darmstadt. Però en morir Carlota abans que el seu pare, que encara continuava al capdavant del comtat de Hanau, va esclatar un conflicte entre ambdós comtats, que hauria pogut acabar amb un enfrontament militar. El matrimoni va tenir sis fills:
- Lluís IX (1719-1790), casat amb Carolina de Zweibrucken-Birkenfeld (1721-1774).
- Carlota Guillemina (1720-1721)
- Jordi Guillem (1722-1782), casat amb Lluïsa Albertina de Leiningen-Dagsburg-Falkenburg (1729-1818).
- Carolina Lluïsa (1723-1783), casada amb el Gran Duc Carles Frederic I de Baden (1728-1811).
- Augusta (1725-1742)
- Joan Frederic (1726-1746)